# 青水站
青水站（韓語：청수역）是朝鮮民主主義人民共和國平安北道朔州郡青水劳动者区的一個鐵路車站，属于平北線。

## 歷史
- 1939年9月27日：本站開業[1]